# Lecherías del Noroeste
Lecherías del Noroeste S.A (Lenosa) es una empresa láctea que opera en la región noroeste de España. Fue fundada en 1968 por un grupo de ganaderos lácteos que querían mejorar la calidad y rentabilidad de sus productos. Produce y distribuye leche, queso, yogur, mantequilla y otros productos lácteos.

## Historia
En 1968 se constituyó la sociedad Lecherías del Noroeste S.A, más conocida como Lenosa para la instalación de una nueva planta productora en León. El Inicio de la actividad se produjo en 1970 bajo la marca “Leche El Castillo”. Así los dueños de Granja Castelló nombraron a Pepe Serret para que se encargará de sacar adelante una nueva fábrica para la recogida de dicho producto en las comarcas del Noroeste de León (Riaño, Valdeón y Sajambre).
Inicialmente se arrancó sólo con la producción de leche condensada, ampliándose en 1975 al envase de leche pasteurizada debido a la prohibición de la venta de leche cruda. En 1980 Lenosa compra una pequeña lechería en Cancienes, Oviedo. 
Lenosa cuenta con una fábrica en Trobajo del Cerecedo (León), que fue declarada como parte de un sector industrial agrícola de interés preferencial por el gobierno español en 1972
A finales de los años 80, se destacó como pionera al introducir la bacteriología como parámetro de control, respondiendo a las crecientes demandas de calidad y seguridad en el sector.
El grupo propietario de Lenosa  Granja Castelló se unió a Puleva en 1999, momento en el que este iniciaba un proceso expansivo significativo durante una reestructuración del sector lácteo. En ese periodo, Puleva también adquirió Leyma-Ram, una empresa gallega. A lo largo de estos procesos, la producción de la planta leonesa se mantuvo estable, abarcando una gama diversa de productos, desde lácteos tradicionales hasta artículos de mayor valor añadido, incluyendo zumos y componentes, además de una relevante línea de alimentación infantil, en su mayoría bajo la marca Nadó.

### Nueva etapa: Lactiber
En el año 2007, pasó a formar parte del grupo Lactiber, una entidad que se identifica como una empresa láctea de capital íntegramente español, integrada por COVAP, la cooperativa ganadera andaluza, y la sociedad limitada vasco-navarra Iparlat. En ese mismo período, Lactiber se convirtió en el exclusivo proveedor (actualmente denominado Totaler) de productos lácteos para la destacada empresa de distribución Mercadona.
Actualmente, Lactiber León representa una de las industrias agroalimentarias más significativas en Castilla y León y España. Con una capacidad de envasado de 150 millones de litros de leche al año, sus productos llegan a aproximadamente cinco millones de familias. En 2017, la empresa registró una facturación de 100 millones de euros. Además de su plantilla principal de 120-130 empleados, la empresa genera empleo indirecto para otras 400 personas, entre ganaderos, personal de granja, transportistas, y otros roles asociados a su actividad.